# Asoci II, príncep de Mukhrani
Asoci fou el novè príncep de Mukhran (Mukhrani-batoni) del 1688 al 1691.
Era fill de Constantí I Mukhrani-batoni i va usurpar el poder en morir el seu germà gran Teimuraz Mukhrani-batoni el 1688.
Va morir el 1691 i el va succeir el seu germà Papuna Mukhrani-batoni.